# I perversi
I perversi (Footsteps in the Fog, traduzione lett. Orme nella nebbia) è un film del 1955 diretto da Arthur Lubin.

## Trama
Una domestica scopre che la morte della sua padrona non è stata accidentale, e che il colpevole dell'omicidio è il marito. Decide di ricattarlo ma finisce con il diventare la sua amante. Lui in realtà non la ama e, dal momento che la sua presenza gli impedisce di sedurre la figlia del suo socio, arriva anche a tentare di ucciderla ma, a causa di una profonda coltre di nebbia, uccide un'altra donna al suo posto.